# Veliki Rogatec
Veliki Rogatec ali Mrtvi menih je visok 1557 m in leži v Kamniško-Savinjskih Alpah. Veliki Rogatec je samoten vrh v Kamniško-Savinjskih Alpah, ki je spomladi lepo okrašen s planinskimi rožami, pozno jeseni pa lahko uživamo ob gledanju jesenskih macesnov. Vrh Velikega Rogatca je lepa razgledna točka. Na jugu se razprostira Menina planina, Celjska kotlina in Golte, na severu pa se nam razprostirajo Kamniško Savinjske Alpe. Najbližja planina je Lepenatka, ki je za razliko od Velikega Rogatca manj zahtevna in bolj travnata.

## Dostop
Poti so markirane s smeri Kanolščica (Gornji Grad), Luče in iz prelaza Črnivec. Pot je od bivaka markirana, ampak slabo zaščitena, zato je vzpon z bivaka odsvetovan vsem ki nimajo izkušenj s plezanjem. Pot z Špeha je manj zahtevna in primerna za manj izkušene.

## Zgodovina
Ime Veliki Rogatez je bilo omenjeno že na starem avstrijskem vojaškem zemljevidu iz 18. stoletja.